# Lijst van rijksmonumenten in Maastricht/Kapoenstraat
Een overzicht van de 23 rijksmonumenten in de stad Maastricht gelegen aan of bij de Kapoenstraat.
| Object | Oorspronkelijke functie? | Bouwjaar               | Architect | Locatie               | Coördinaten?                  | Nr.?   | Afbeelding        |
| --- | ------------------------ | ---------------------- | --------- | --------------------- | ----------------------------- | ------ | ----------------- |
| Herenhuis Hustinx, eclectisch herenhuis, gebouwd in opdracht van J. Hustinx, met behoud van oudere delen          | Woonhuis                 | 17e-19e eeuw           |           | Kapoenstraat 2        | 50° 50' 51" NB, 5° 41' 22" OL | 506711 | Meer afbeeldingen |
| Huis met brede lijstgevel.                                                                                        | Gebouw                   | derde kwart 18e eeuw   |           | Kapoenstraat 4        | 50° 50' 50" NB, 5° 41' 23" OL | 27144  | Meer afbeeldingen |
| Voormalige Poort van Oost met brede lijstgevel en een koetspoort.                                                 | Gebouw                   | 1757                   |           | Kapoenstraat 5        | 50° 50' 51" NB, 5° 41' 23" OL | 27143  | Meer afbeeldingen |
| Huis met lijstgevel.                                                                                              | Gebouw                   | derde kwart 18e eeuw   |           | Kapoenstraat 6        | 50° 50' 50" NB, 5° 41' 23" OL | 27145  | Meer afbeeldingen |
| Huis met brede lijstgevel.                                                                                        | Gebouw                   | 18e eeuw               |           | Kapoenstraat 7        | 50° 50' 50" NB, 5° 41' 23" OL | 27146  | Meer afbeeldingen |
| Huis met gepleisterde lijstgevel, met vensters in hardsteen.                                                      | Woonhuis                 | 18e eeuw               |           | Kapoenstraat 8        | 50° 50' 50" NB, 5° 41' 23" OL | 27147  | Meer afbeeldingen |
| Huis met lijstgevel.                                                                                              | Gebouw                   |                        |           | Kapoenstraat 9        | 50° 50' 50" NB, 5° 41' 23" OL | 27148  | Meer afbeeldingen |
| Huis met lijstgevel, voorzien van segmentboogvensters in hardsteen.                                               | Woonhuis                 | 18e eeuw               |           | Kapoenstraat 10       | 50° 50' 50" NB, 5° 41' 23" OL | 27149  | Meer afbeeldingen |
| Huis met lijstgevel.                                                                                              | Gebouw                   |                        |           | Kapoenstraat 11       | 50° 50' 50" NB, 5° 41' 23" OL | 27150  | Meer afbeeldingen |
| Huis met lijstgevel.                                                                                              | Gebouw                   | 18e eeuw               |           | Kapoenstraat 12       | 50° 50' 50" NB, 5° 41' 23" OL | 27151  | Meer afbeeldingen |
| Huis met lijstgevel.                                                                                              | Gebouw                   | derde kwart 18e eeuw   |           | Kapoenstraat 13       | 50° 50' 50" NB, 5° 41' 23" OL | 27152  | Meer afbeeldingen |
| Huis met lijstgevel.                                                                                              | Woonhuis                 | 18e eeuw               |           | Kapoenstraat 14 en 16 | 50° 50' 50" NB, 5° 41' 23" OL | 27153  | Meer afbeeldingen |
| Huis met lijstgevel, met vensters in hardsteen.                                                                   | Woonhuis                 | eerste helft 19e eeuw  |           | Kapoenstraat 15       | 50° 50' 50" NB, 5° 41' 24" OL | 27154  | Meer afbeeldingen |
| Huis met lijstgevel, met vensters in hardsteen.                                                                   | Woonhuis                 | eerste helft 19e eeuw  |           | Kapoenstraat 17       | 50° 50' 50" NB, 5° 41' 24" OL | 27155  | Meer afbeeldingen |
| Huis met lijstgevel.                                                                                              | Gebouw                   | laatste helft 18e eeuw |           | Kapoenstraat 19A      | 50° 50' 50" NB, 5° 41' 24" OL | 27156  | Meer afbeeldingen |
| Huis met lijstgevel. Gevelsteen IN DE WITTE ROOS.                                                                 | Woonhuis                 | eerste helft 18e eeuw  |           | Kapoenstraat 20       | 50° 50' 49" NB, 5° 41' 24" OL | 27157  | Meer afbeeldingen |
| Voormalige Gaverenpoort en later klooster der zgn. Meres Reparatrices. Gebouw met brede lijstgevel en koetspoort. | Gebouw                   |                        |           | Kapoenstraat 21       | 50° 50' 49" NB, 5° 41' 24" OL | 27158  | Meer afbeeldingen |
| Huis met lijstgevel. Gevelsteen met halve maan.                                                                   | Woonhuis                 | eerste helft 18e eeuw  |           | Kapoenstraat 22       | 50° 50' 49" NB, 5° 41' 24" OL | 27159  | Meer afbeeldingen |
| L-vormige vleugel met kelder.                                                                                     | Woonhuis                 | 17e eeuw               |           | Kapoenstraat 23       | 50° 50' 49" NB, 5° 41' 24" OL | 27160  | Meer afbeeldingen |
| Huis met gevelfragment, in de trant der zgn. Maaslandse renaissance.                                              | Gebouw                   | 17e eeuw               |           | Kapoenstraat 24       | 50° 50' 49" NB, 5° 41' 24" OL | 27161  | Meer afbeeldingen |
| Huis met lijstgevel, onder een dak met nummer 28.                                                                 | Gebouw                   | 18e eeuw               |           | Kapoenstraat 26       | 50° 50' 48" NB, 5° 41' 24" OL | 27162  | Meer afbeeldingen |
| Huis met lijstgevel, onder een dak met nummer 26.                                                                 | Woonhuis                 | 18e eeuw               |           | Kapoenstraat 28       | 50° 50' 48" NB, 5° 41' 24" OL | 27163  | Meer afbeeldingen |
| Huis met lijstgevel.                                                                                              | Woonhuis                 | eerste helft 18e eeuw  |           | Kapoenstraat 32       | 50° 50' 48" NB, 5° 41' 25" OL | 27164  | Meer afbeeldingen |